# 佛羅里達鎮 (佛羅里達州)
佛羅里達鎮（英語：Floridatown）是位於美國佛羅里達州聖羅薩縣的一個人口普查指定地區。

## 地理
佛羅里達鎮的座標為30°34′53″N 87°09′17″W / 30.58139°N 87.15472°W，而該地最高點為海拔高度4米（即13英尺）。

## 人口
根據2010年美國人口普查的數據，佛羅里達鎮的面積為1.04平方千米，當中陸地面積為1.03平方千米，而水域面積為0.01平方千米。當地共有人口244人，而人口密度為每平方千米234人。